# ミルテンベルク
ミルテンベルク (ドイツ語: Miltenberg, ドイツ語発音: [ˈmɪltn̩bɛrk]) はドイツ連邦共和国バイエルン州ミルテンベルク郡に属す市。同郡の郡庁所在地である。この街は1816年からバイエルンに属している。

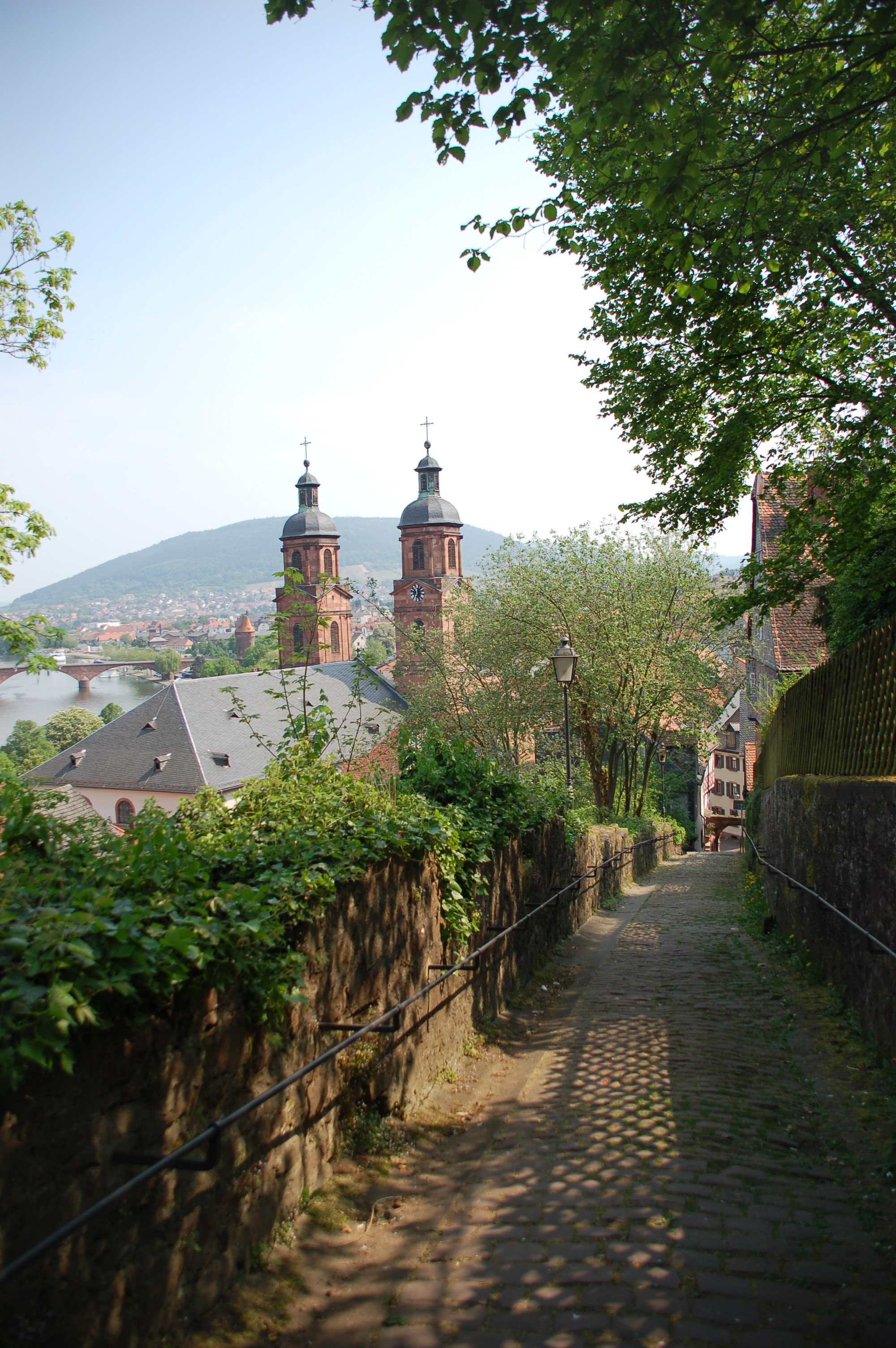
ミルテンベルク旧市街とマイン川

## 地理

### 位置
ミルテンベルクの歴史的市街はマイン川の左岸、シュペッサルトとオーデンヴァルトの間、マインフィーアエックの屈曲部に面している。この付近では、マイン川がオーデンヴァルトの麓の比較的近い位置を流れているため、マイン川左岸で耕作可能な土地は、幅の狭い細長い区域に限定される。前世紀以前にはマイン川の洪水でたびたび水に沈んだ。この場所に位置する旧市街もしばしば洪水の被害に見舞われた。20世紀の初め頃に隣接するグロースホイバッハの一部を購入して、ミルテンベルクはライン川右岸に拡大した。

### 市の構成
本市は、公式には8つの地区 (Ort) からなる。このうち小集落や孤立農場などを除く集落を以下に列記する。
- ブラインテンディール
- マインブラウ
- ミルテンベルク
- モンブルン
- シッパハ
- ヴェンシュドルフ

## 歴史

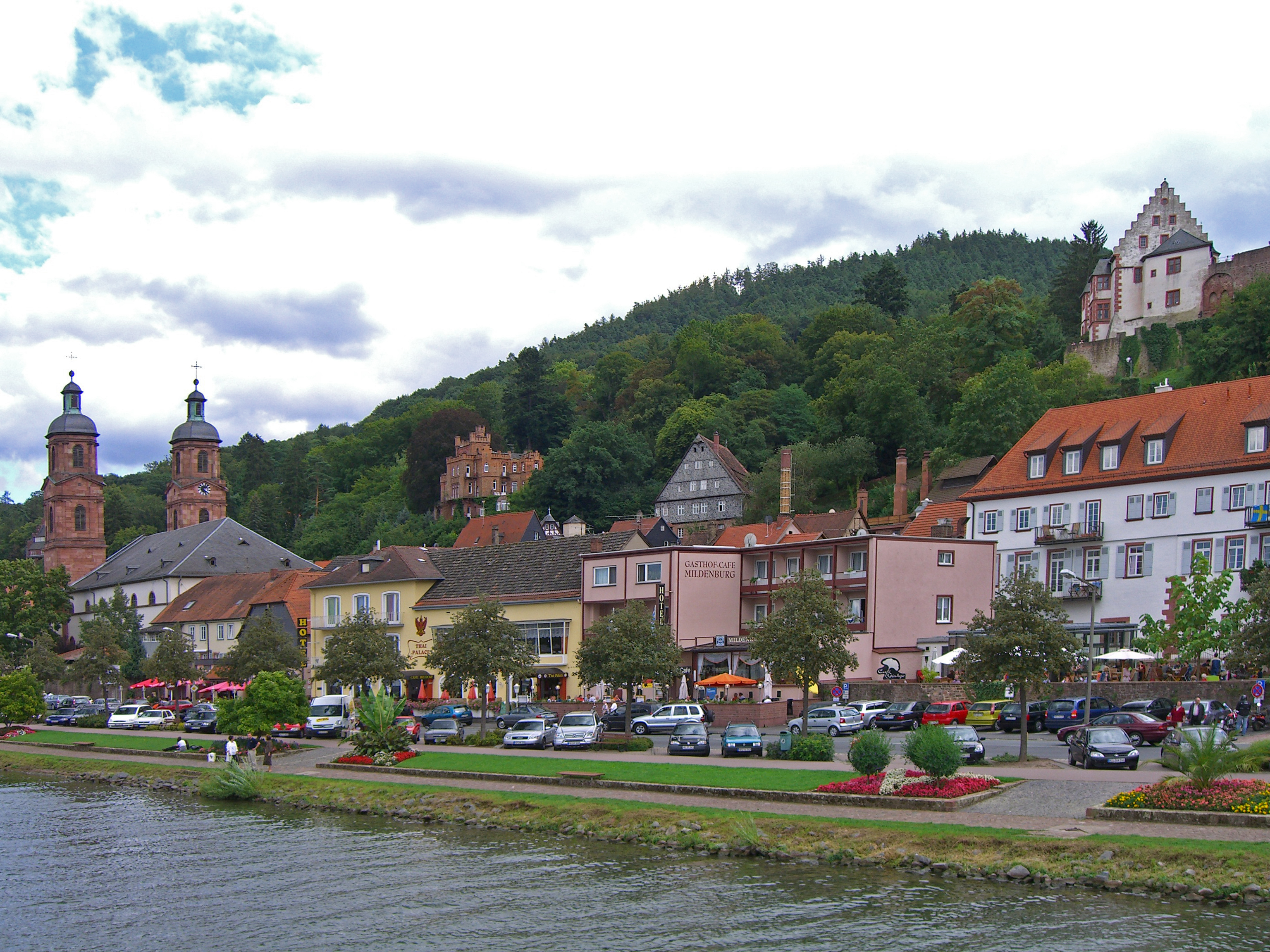
マイン川からの眺め

先史時代から、この土地はオーデンヴァルトとシュペッサルトの間のマイン川を渡る戦略上重要な場所として知られており、ミルテンベルクの高台のグラインベルクとビュルクシュタッター・ベルクに頑丈な円形の防壁が設けられた。155年頃、ローマ人はほぼ真っ直ぐに南へ向かうリーメスをマイン川沿いから築いた。現のミルテンベルク付近では、ここより北側ではローマ帝国とゲルマン民族との天然の国境となっていたマイン川にリーメスが張り出していた。ミルテンベルクとビュルクシュタットの間、ミルテンベルクとクラインホイバッハの間にそれぞれローマ時代の城の遺構（前者はミルテンベルク東城、アルトシュタット城）が遺されている。
ミルデンブルク城（1200年頃建設）の防禦下でミルテンベルク市は発展した。この都市は1237年に初めて文献上に記録されている。1319年に、大司教ペーター・フォン・アスペルトによって聖ペーター病院が創設された。1379年頃から、市域はマインツァー門とヴュルツブルガー門の2つの楼門を境とする、川と斜面の間の東西に細長く延びた土地に限定された。中世にはすでにミルテンベルクのブンテル砂岩は大変に人気があった。挽き臼の石や石柱などが周辺の森から切り出された。

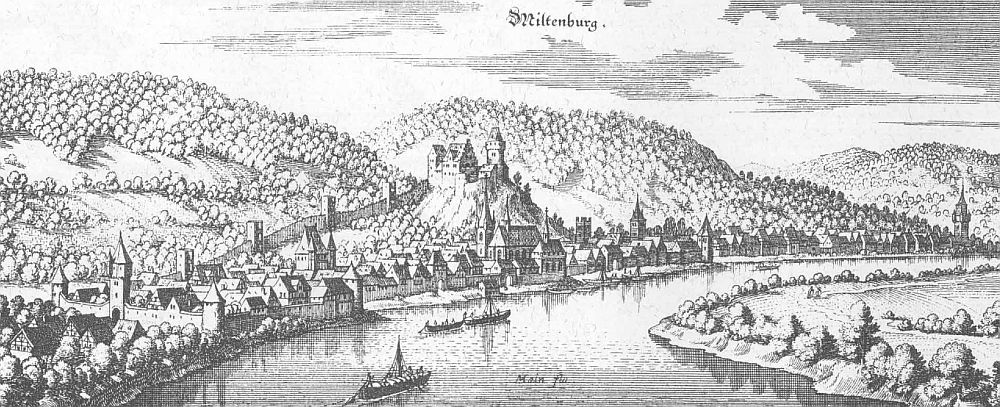
1655年のミルテンベルク

1803年までミルテンベルクはマインツ選帝侯領に属した。それは市の紋章にマインツの輪が描かれていることで現在にも示されている。帝国代表者会議主要決議後、ミルテンベルクはライニンゲン侯領に属したが、1806年にバーデン大公領に合併した。その後、この都市は1810年からヘッセン＝ダルムシュタット大公領に属し、1816年に最終的にバイエルンの一部になった。
マインツ大聖堂の建築に用いられた、いわゆるホイネの柱もミルテンベルクから産出したものである。現在このホイネの柱はマインツ大聖堂の真ん中に案内板付きで建っている。

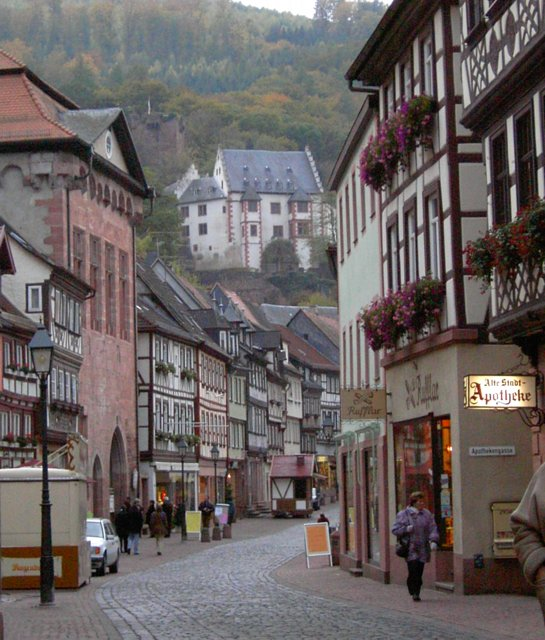
ミルテンベルク旧市街

ミルテンベルクは、数多くの木組み建築が軒を連ねる旧市街を有している。1912年と1955年にミルテンベルクはライン川右岸の土地を獲得して、市域を広げた。ミルデンブルク城は1979年からミルテンベルク市の所有となっている。この城は1971年に外観の修復がなされ、その他の何年もかかる改修と設備の近代化は始まったばかりである。城の中庭に高さ5mの砂岩の柱、トイトーネンシュタイン（チュートンの石）が建っている。その碑文は現在もなお謎のままである。
2006年に、ネオナチに近い極右政党ドイツ国家民主党の集会中、カトリック司祭ウルリヒ・ボームが鐘を鳴らして抗議したことで全国的に知られた。

### 市町村合併
ミルテンベルクは以下の市町村と合併を行った。
- 1971年1月1日: ブライテンディール
- 1976年1月1日: マインブラウ、シュッパハ（ベルンディールを含む）、ヴェンシュドルフ（モンブルンを含む）

## 行政

### 市長
第二次世界大戦後の市長を列記する。
- 1945年 - 1951年: オスカー・ゼルマースハイム
- 1952年 - 1966年: アントン・ブラッツ
- 1966年 - 1978年: ルートヴィヒ・ビュットナー
- 1978年 - 1990年: アントン・フォーゲル
- 1990年 - 2014年: ヨアヒム・ビーバー
- 2014年 - 2020年: ヘルムート・デーメル
- 2020年 - : ベルント・カーレルト

### 市議会
ミルテンベルクの市議会は、20議席からなる。

### 姉妹都市
- アルヌヴィール・レ・ゴネス（フランス、ヴァル＝ドワーズ県）1982年

### 提携都市
ミルテンベルクは、現チェコ共和国のドゥフツォフから放逐されたズデーテンの人々に対する協力提携を1960年に締結した。

## 文化と見所

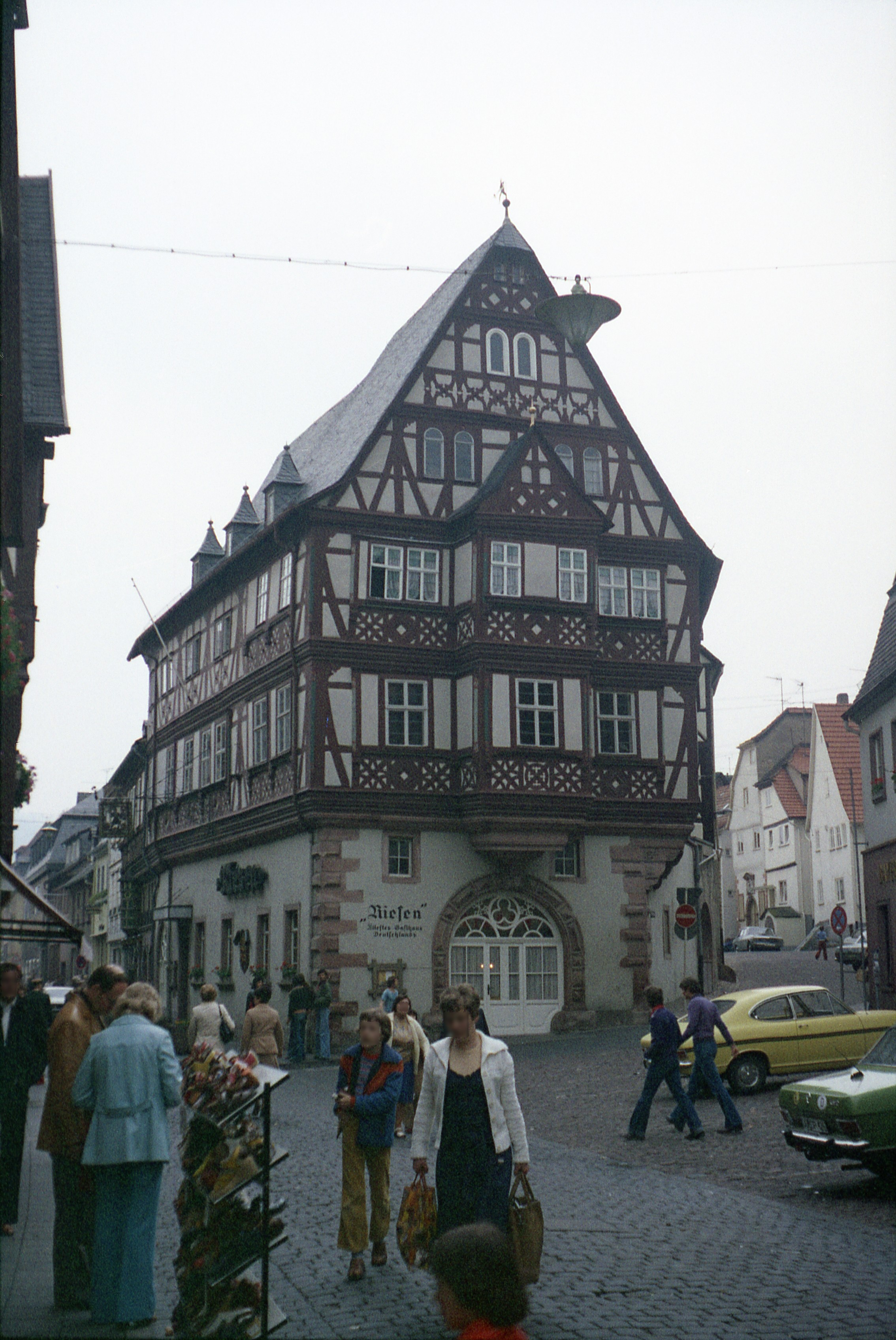
ホテル「ツム・リーゼン」

- ミルテンベルクの見所は、ミルデンブルク城、博物館、歴史的旧市街、「シュナッターロッホ」（歴史的マルクト広場）、ホテル「ツム・リーゼン」（ドイツで最も古い旅館の一つ、あるいは最古のものであるかもしれない）、旧市庁舎、ヴュルツブルガー門、マインツァー門、周辺の森に点在する史跡などがある。マイツァー門のすぐ隣にはラウレンティウス礼拝堂とラウレンティウス墓地（14世紀頃）がある。
- ミルテンベルクはフランケン赤ワイン散策路沿いに位置している。この散策路は1990年に設けられたもので、グロースヴァルシュタットからマイン川沿いにミルテンベルクを経由してビュルクシュタットに至る。
- ライン＝マイン工業文化街道は新しいコンセプトの下に設けられた。これはミルテンベルクからビンゲンまでの160kmの間にある工業建築を結んだ、南ドイツの工業文化・時代を体験する体験型観光街道である。[5]この街道にはミルテンベルク旧中央駅を含め約700の工業建築が包含されている。

- ミルデンブルク城
- シュナッターロッホに建つ旧家
- ヴュルツブルガー門
- マインツァー門

### 年中行事
- 7月第1週末: 旧市街祭
- 7月末: ミルテンベルクの演劇祭
- 8月最終週末: ミヒャエリスメッセ — 10日間にわたって開催されるバイエリシェ・ウンターマイン地方最大の民俗祭

## 経済と社会資本
最も重要な産業は観光業で、特に週末にはヘッセン人口密集地域（ハーナウ、オッフェンバッハ・アム・マイン、ダルムシュタット、フランクフルト・アム・マイン）から多くの観光客がミルテンベルクを訪れる。また、ブンテル砂岩や小売業も重要な産業である。

### 交通

新旧のミルテンベルク中央駅の地図

ミルテンベルクはアシャッフェンブルクからヴェルトハイムへ至る鉄道（マインタール鉄道）沿いに位置する。また、ゼッカハ方面へのマドンネンラント鉄道がここで分岐する。アシャッフェンブルへは昼の間であれば1時間毎に列車がある。1977年にドイツ連邦鉄道は市街近くにあった中央駅をマイン川の北側にある新駅に移転した。
ミルテンベルクはヘッセン人口密集地域への接続が良く、多くの住民が通勤している。2008年まで25年以上も議論がなされ、計画されていたミルテンベルク・バイパスが完成した。費用の5500万ユーロはバイエルンで初めてパブリック＝プライベート・パートナーシップ・モデルによって捻出された。

### ビール醸造
ミルテンベルク市内には現在１つのビール醸造所がある。ブラウハウス・ファウストである。去年まであったカルト・ロッホ・ブロイは既に閉鎖された。

## 人物
- ヨアヒム・ブッツバッハ（1477年 - 1516年）人文主義者
- クリストフ・ヴァムザー（1580年 - 1649年）建築家
- ヨーゼフ・マルティン・クラウス（1756年 - 1792年）作曲家
- ビョルン・ヘルトル（1976年 - ）サッカー選手

## 引用
1. ↑  https://www.statistikdaten.bayern.de/genesis/online?operation=result&code=12411-003r&leerzeilen=false&language=de Genesis-Online-Datenbank des Bayerischen Landesamtes für Statistik Tabelle 12411-003r Fortschreibung des Bevölkerungsstandes: Gemeinden, Stichtag (Einwohnerzahlen auf Grundlage des Zensus 2011)
2. ↑  Max Mangold, ed (2005). Duden, Aussprachewörterbuch (6 ed.). Dudenverl. p. 554. ISBN 978-3-411-04066-7
3. ↑  Bayerische Landesbibliothek Online
4. ↑  「ウンターマインの鐘」 ターゲスシュピーゲル 2006年11月27日付
5. ↑  古い工業文化に触れる新しい道 2006年11月27日